# طرف الاتصال
طرف الاتصال (بالإنجليزية: Called party)‏ هو الشخص أو الجهاز الذي يجيب على المكالمة الهاتفية. أما الطرف الذي يُبادر بإجراء المكالمة الهاتفية فطيطلق عليه اسم الطرف المُتصل.
في بعض الحالات قد يتجاوز عدد الأطراف المُستقبِلة واحدًا، ويُعرف هذا النوع من الحالات بالمكالمة الجماعية. في بعض الأنظمة يتصل بطرف مُستقبِل واحد فقط في كل مرة، ولإجراء مكالمة جماعية يقوم الطرف المُتصل بالاتصال بالطرف المُستقبِل الأول، ثم يقوم هذا الطرف بالاتصال بالطرف المُستقبِل الثاني، وينقل الصوت إلى كلا الطرفين المُستقبِلين
.
عادةً يتحمل الطرف المُتصل تكلفة إجراء المكالمة، ولكن في المكالمة المدفوعة من الطرف الآخر يتحمل الطرف المُستقبِل تكلفة المكالمة. كما يتحمل الطرف المُستقبِل التكلفة إذا كان الرقم المُتصل به هو رقم مجاني.
في بعض البلدان مثل كندا، والولايات المتحدة، والصين يدفع مستخدمو الهواتف المحمولة تكلفة المكالمة عند استقبال المكالمات. أما في معظم البلدان الأخرى ومعظم الدول الأوروبية، تدفع رسوم الربط المرتفعة بالكامل من قبل الطرف المُتصل، ولا يتحمل الطرف المُستقبِل أي رسوم.